# 1038 Tuckia
Tuckia (asteroide 1038) é um asteroide da cintura principal com um diâmetro de 58,3 quilómetros, a 3,0607071 UA. Possui uma excentricidade de 0,227483 e um período orbital de 2 880,5 dias (7,89 anos).
Tuckia tem uma velocidade orbital média de 14,96359337 km/s e uma inclinação de 9,22988º.
Esse asteroide foi descoberto em 24 de novembro de 1924 por Max Wolf.